# 진딧물아목

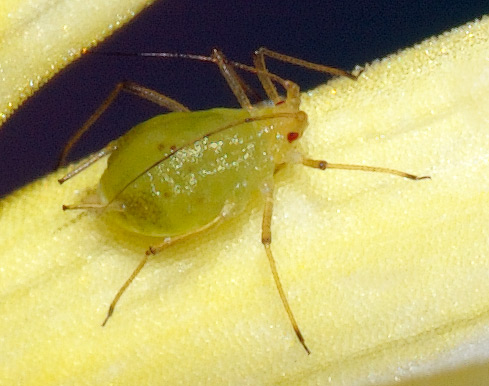

진딧물아목 또는 깍지벌레아목, 복문아목(腹吻亞目 Sternorrhyncha)은 노린재목의 한 아목으로, 진딧물, 깍지벌레 종류가 이에 속한다. 머리 중에서 입 부분이 뒷쪽에 있다. 전 세계에 분포하는 초식성 곤충으로, 대부분이 농업·원예 작물을 해치는 해충이다.

## 하위 분류
- 가루이상과 (Aleyrodoidea)
  - 가루이과 (Aleyrodidae)
- 진딧물상과 (Aphidoidea)
  - 진딧물과 (Aphididae) - 진딧물 포함.
- 깍지벌레상과 (Coccoidea)
- 뿌리혹벌레상과 (Phylloxeroidea)
- 나무이상과 (Psylloidea)